# Hlobyne
Hlobyne (ukrainsk: Гло́бине, ukrainsk udtale: [ˈɦɫɔbɪne]; russisk: Глобино) er en by i Poltava oblast, Ukraine. Den er det administrative centrum for Hlobyne rajon. Byen har 8.955 (2022) indbyggere.

## Historie
Hlobyne var en landsby i Poltava guvernement i Det Russiske Kejserrige.
Under Anden Verdenskrig var den besat af tyske tropper fra september 1941 til september 1943. En nazistisk koncentrationslejr blev oprettet i bygningerne på den lokale sukkerfabrik.